# Tazé Moore
Tazé Raekwon Moore, född 21 september 1998 i Memphis i Tennessee, är en amerikansk professionell basketspelare (SG) som spelar för Portland Trail Blazers i National Basketball Association (NBA).
Han blev aldrig NBA-draftad.
Innan Moore blev proffs studerade han först på California State University, Bakersfield och spelade för deras idrottsförening Cal State Bakersfield Roadrunners. Moore blev senare överförd till University of Houston för spel i Houston Cougars.